# Jesús Tomillero Benavente
Jesús Tomillero Benavente (La Línea de la Concepción, 24 de desembre de 1994) és un àrbitre espanyol. El 2015 va rebre atenció mediàtica en ser el primer àrbitre de futbol col·legiat de l'Estat espanyol que va declarar-se obertament gai. Després de les seves declaracions, va denunciar rebre tota mena d'insults i agressions als camps de futbol i amenaces de mort a les xarxes socials. El cas està sent investigat i policies de paisà vigilen casa seva. A causa d'aquesta situació, va deixar l'arbitratge. El 2016 va tornar a arbitrar. El mateix any va fundar l'associació Roja Directa per combatre l'homofòbia. Ha rebut diversos premis i reconeixements per la promoció de la diversitat.